# Comuna Dobrușa, Șoldănești
Comuna Dobrușa este o comună din raionul Șoldănești, Republica Moldova. Este formată din satele Dobrușa (sat-reședință), Recești și Zahorna.

## Demografie
Conform datelor recensământului din 2014, comuna are o populație de 1.329 de locuitori. La recensământul din 2004 erau 1.541 de locuitori.

## Administrație și politică
Componența Consiliului local Dobrușa (9 consilieri), ales la 5 noiembrie 2023, este următoarea:
|  | Partid                                | Consilieri | Componență | Componență | Componență |
|  | ------------------------------------- | ---------- | ---------- | ---------- | ---------- |
|  | Partidul Acțiune și Solidaritate      | 3          |            |            |            |
|  | Partidul Social Democrat European     | 2          |            |            |            |
|  | Partidul Democrația Acasă             | 2          |            |            |            |
|  | Partidul Liberal Democrat din Moldova | 2          |            |            |            |